# 단테 디빈첸조

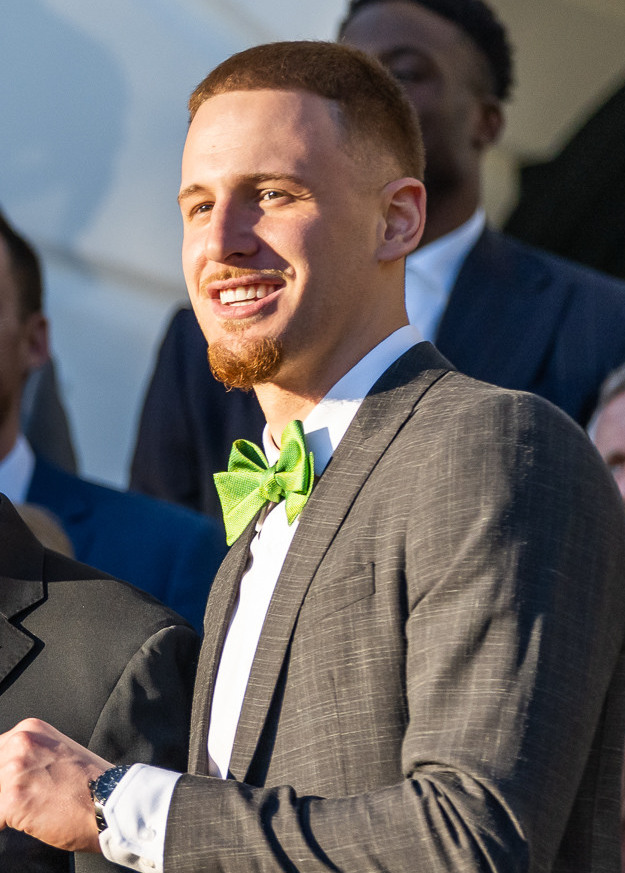
2021년 모습

단테 디빈첸조(Donte DiVincenzo, /ˈdɒnteə ˌdiːvənˈtʃɛnzoʊ/ DON-tay DEE-vin-CHEN-zoh, 1997년 1월 31일 ~ )는 전미 농구 협회(NBA) 뉴욕 닉스의 프로 농구 선수이다. 빌라노바 와일드캣츠에서 대학 농구를 했으며 2016년과 2018년 전국 챔피언십에서 우승했으며 2018년에는 파이널 포 최우수 선수(MOP)로 선정되었다. 2018 NBA 드래프트에서 밀워키 벅스의 전체 17순위로 선정된 디빈첸조는 우승을 차지했다. 2021년 벅스에서 첫 우승을 차지한 후 다음 시즌 새크라멘토 킹스로 트레이드되었다. 그는 이후 골든스테이트 워리어스와 뉴욕 닉스에서 뛰었으며 닉스 프랜차이즈 단일 게임 및 단일 시즌 3점슛 기록을 보유하고 있다. 그는 또한 플레이오프 7경기(9회)에서 가장 많은 3점슛을 성공시킨 NBA 기록을 보유하고 있다.